# Лаваль (Майен)
Лаваль (фр. Laval) — город и коммуна на западе Франции, префектура департамента Майен. Город является 121-м по численности населения городом в стране с 49 573 жителями.

## География
Город расположен на берегах реки Майен, на стыке исторических областей Бретань, Нормандия и Анжу. Площадь около 54 км².
Laval расположен в угольном осадочного бассейна , начиная с каменноугольного периода и который простирается в продольном направлении от Sable-сюр-Сарт в Сен-Пьер-ла-Кур . Его ширина находится между Монтинье-ле- Брийан и Луверне . Этот бассейн находится в восточной части Armorican массива и частично покрывается мезозойских образований в Парижском бассейне . Подобно бассейну Шатолин в Финистере , он образует зону слабости в пределах Армориканского массива, он сжат между жесткими блоками Манселлиена на севере и Ренна на юге.
Недра Лаваля сложена сланцами и каменноугольными известняками, образующими складчатые пласты. Эти слои часто располагаются вертикально, образуя плато и скалистые выходы, особенно на правом берегу Майенны . Этот берег представляет собой три различных скальных образования, с севера - сланцевые плато и бедную почву Креста Галлии и Ормо; на уровне центра города - полоса известняка, чередующаяся с сланцами, которые постепенно оседают по мере приближения к Майенну , а к югу - холмы Руссельер и Каркас, сложенные из песчаника и сланца.
Левый берег более пологий, и его недра в основном состоят из сланцев, местами с прослоями известняка и песчаника. Эта часть города также покрыта третичными и четвертичными отложениями песка, глины и гравия.
Самая высокая точка Лаваля находится на правом берегу, точнее вокруг Атлантик-авеню, к юго-западу от центра города . Он достигает 122 метров над уровнем моря, а самая низкая точка города (45 метров) соответствует течению Майенна вокруг Кумона, то есть на южной границе муниципалитета. Весь муниципалитет Лаваль находится на средней высоте 80 метров над уровнем моря.

## История
Город возник в XI веке на месте родового замка графов Лавалей. Народная традиция возводит название ко внуку Карла Мартелла аббату Вале Корвейскому. По другой версии, название города и замка восходит к la vallée — «долина» (ср. англ. the valley). Долина реки Майен, в которой он располагается, в средневековой латинской традиции фигурировала как Vallis Guidonis, то есть «долина Ги» (это имя традиционно носили все представители рода Лаваль).
Лаваль — родной город французского художника Анри Руссо и писателя Альфреда Жарри. В Лавале есть музей, посвященный примитивистам, и другие музеи, город сохраняет богатое архитектурное наследие. В 1993 году Лаваль был отмечен как «Город искусства и истории».

## Фотографии

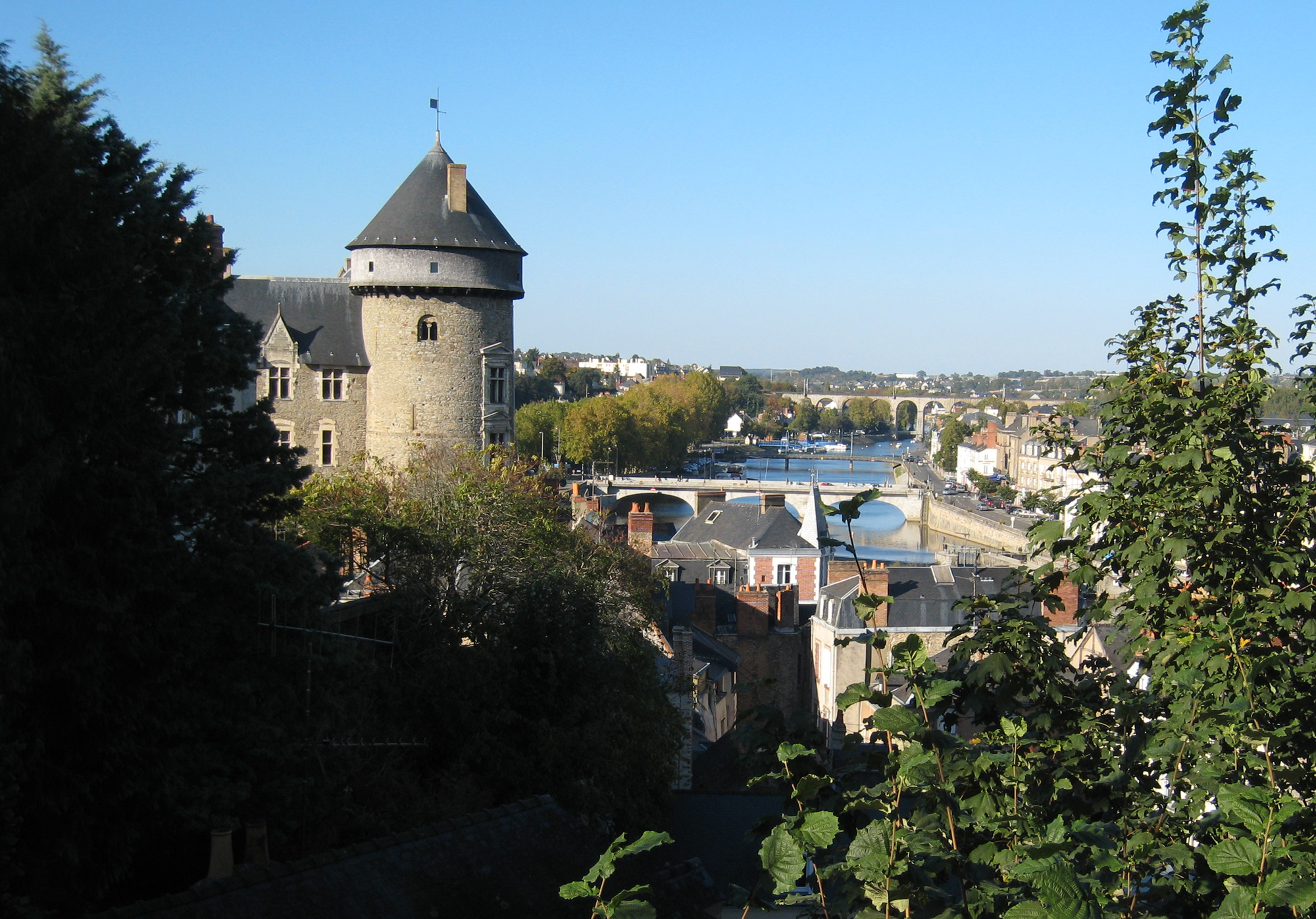
Вид на замок Лаваль (фр.) и берег реки Майен из сада Перрин (ис.)
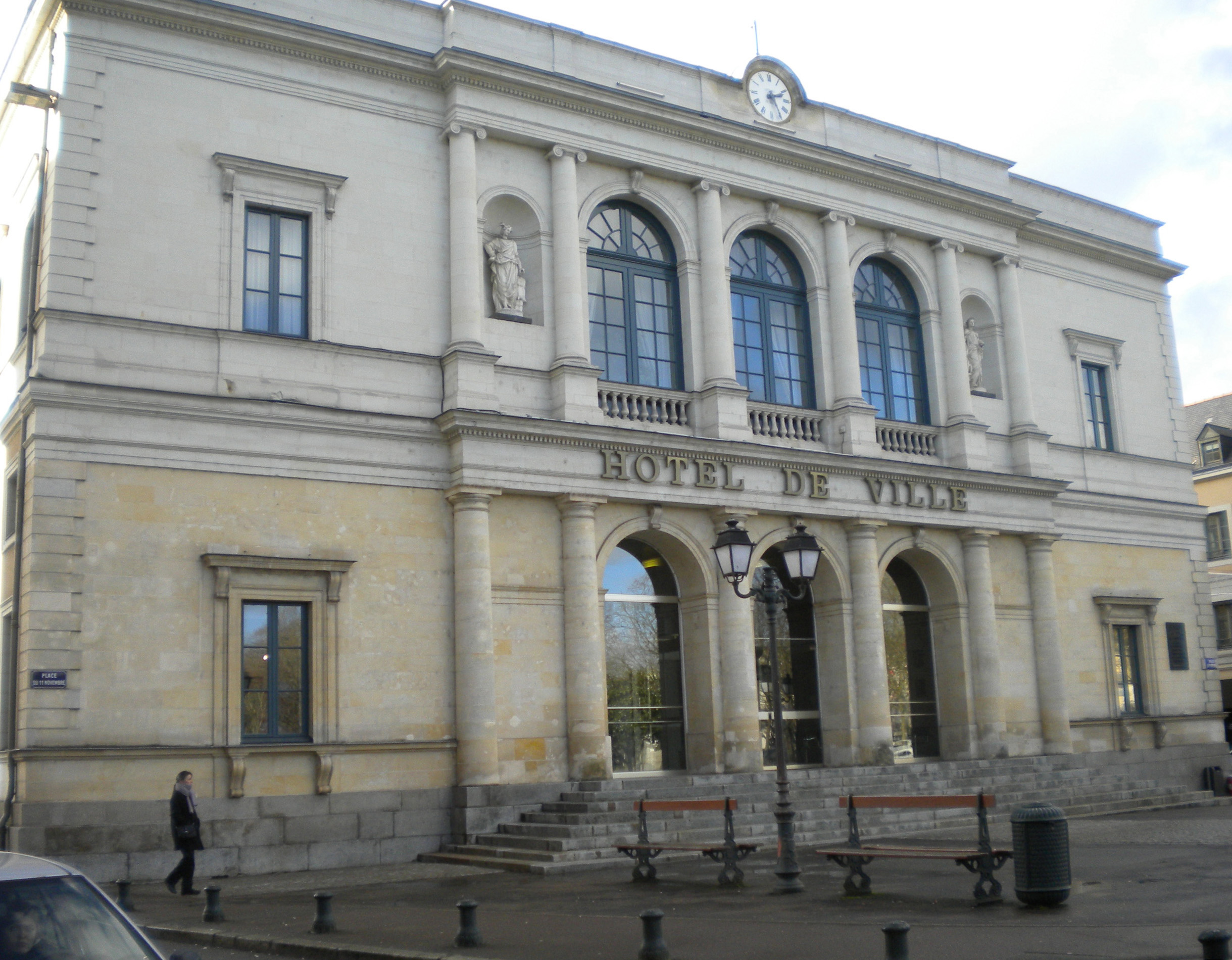
Здание мэрия Лаваля